# Gallese (Italia)
Gallese è un comune italiano di 2 558 abitanti della provincia di Viterbo nel Lazio.

## Geografia fisica

### Territorio
Gallese sorge sopra una collina tufacea di 130 metri circa di altezza, circondata da ogni parte da alte rupi, la cui base è scavata da torrenti profondi. Geograficamente nella Valle del Tevere, situato sulla destra del Tevere, il territorio di Gallese non può considerarsi né montuoso né perfettamente pianeggiante in tutta la sua estensione. Il panorama che si può ammirare è vario: lontano, dalla parte oriente, al di là del Tevere, è possibile scrutare la catena montuosa preappenninica tra Lazio e Umbria, a occidente, il sole, tramontando, si nasconde dietro i Monti Cimini.

### Clima
Classificazione climatica: zona D, 1661 GR/G

## Origine del nome
L'origine del nome Gallese viene sovente, ed erroneamente, accostato ai Galli. Questi, secondo alcuni studiosi, disfatti da Camillo, si sarebbero ritirati tra i Falisci come nemici di Roma. A questa opinione basta opporre l'autorità di storici, come Lucio Floro ed Eutropio, dalle cui storie si rileva che gli avanzi dei Galli furono distrutti completamente da Dolabella presso il lago Vadimone, onde non rimanesse nessuno di quell'esercito che si potesse vantare in seguito della conquista e dell'incendio di Roma.
Da un esame etimologico, il nome Gallese rimanda all'eroica leggenda di Aleso (Halesium), figlio di Agamennone, re di Micene. Aleso, dopo la morte del padre, sarebbe fuggito recandosi in Italia, dove fondò la città di Falerii, metropoli falisca nell'Etruria meridionale.

## Storia

### Preistoria
I primi insediamenti nella Valle del Tevere possono essere fatti risalire al periodo paleolitico superiore, stando ai reperti di industria litica ritrovati negli strati più antichi all'interno delle grotte che si erano formate spontaneamente per la corrosione delle acque. Nel 1920 il Rellini studiò la tipologia di tali ripari, dislocati lungo le pareti scavate dal Rio Fratta (affluente del Tevere nel territorio di Gallese): chiamò le grotte Cavernette falische e ipotizzò che fossero state abitate, nella tarda età del bronzo, da un nucleo di poche decine di persone.

### Eta' del Bronzo
Nell'età del bronzo medio, la zona di Gallese era popolata di pastori provenienti dagli Appennini che, oltre ai pascoli, sfruttarono anche il sottobosco nelle vicinanze della Valle del Tevere (oggigiorno chiamati Piani), ricavando risorse alimentari e materie prime, tra le quali selce e legname. La loro presenza è documentata dai reperti di ceramica ritrovati negli strati del terreno. Quando iniziarono a coltivare la terra, si formarono delle comunità.

### Eta' del Ferro
Durante l'età del ferro, gli abitanti avevano già lasciato, ma non del tutto abbandonato, i terreni attigui al fiume Tevere per trasferirsi sul vicino pianoro tufaceo, dove attualmente sorge la Città di Gallese, che raggiunse l'apogeo con la civiltà falisca (Dal X al III secolo a.C.), in larga parte contemporanea di quella etrusca.

### Epoca romana
In epoca romana, Gallese fu al centro di intensi traffici commerciali grazie alla sua posizione nei pressi del fiume Tevere e di alcune importanti vie di comunicazione la via Flaminia che collegava Ocriculum attraverso il Ponte Minucio e la via Amerina o Annia che raggiungeva Amelia. 

### Epoca Medioevale
Divenuta di proprietà della Chiesa nel 733 d.C., nell'XI secolo venne conquistata da Gerardo, conte di Sutri, e poi, dopo aver attraversato un periodo di autonomia, venne sottomessa da Viterbo; in seguito fu feudo di illustri famiglie, come gli Orsini, gli Spinelli, i Colonna, i Della Rovere, i Carafa, i Madruzzo e gli Altemps. 

### Rinascimento
Elevato al rango di ducato nel 1585 da papa Sisto V, nell'Ottocento passò alla famiglia Hardouin, dopo che Giulio contrasse matrimonio con Lucrezia Altemps, e che successivamente ricevette nel 1861 il titolo ducale dal pontefice Pio IX, originariamente degli Altemps.

Il toponimo era in origine un appellativo geografico riferito a una località esposta al sole e allude alla posizione dell’abitato. Nell'ambito del patrimonio storico-architettonico si segnalano la cattedrale, ricostruita nel 1780, la chiesa romanica di San Famiano, nella quale è sepolto il Santo Patrono, e la chiesa dedicata a Sant’Agostino, contenente interessanti opere pittoriche e affreschi di pregevole fattura; il Palazzo ducale, di origine medievale, come testimoniano le massicce torri, è stato profondamente modificato nel Cinquecento da Giacomo della Porta, allievo del Vignola.

## Monumenti e luoghi d'interesse

### Architetture religiose
- Concattedrale di Santa Maria Assunta, È il principale luogo di culto cattolico di Gallese, cattedrale fino al 1986 come sede della diocesi di Gallese, oggi è concattedrale della diocesi di Civita Castellana. Il Duomo di Gallese, di stile neoclassico, è opera di Pietro Camporese e figli. Venne terminato nel 1796 e consacrato nel 1819. Il 20 dicembre 1805 la chiesa ebbe il titolo di cattedrale in forza della bolla Romanorum pontificum di papa Pio VII. Nel 1861 venne realizzato l'altare maggiore. Grandi pale d'altare dei primi dell'Ottocento raffiguranti San Giovanni Battista, la Consegna del Rosario, il Martirio di Sant'Aniceto papa, l'Ultima Cena, la Crocifissione, la pala dell'altare maggiore raffigurante l'Assunzione di Maria Santissima, di Cristoforo Unterperger e una tavola di scuola veneto-cretese del XVI secolo, raffigurante l'Adorazione dei Magi, visibile in una navata sinistra della Cattedrale.[6] L'11 febbraio 1986 la diocesi di Gallese fu soppressa ed unita alla diocesi di Civita Castellana e la chiesa di Santa Maria Assunta assunse il titolo di concattedrale.
- Basilica di San Famiano: venne eretta fuori dalle mura di Gallese nei pressi del torrente Rio Maggiore dove il corpo del santo era stato deposto. La chiesa, in stile romanico, è stata ripetutamente modificata: il primo edificio fu portato a termine tra il 1244 e il 1285, a tre navate con la Grotta della sepoltura all'interno. Tra il 1624 ed il 1723 venne modificata la facciata che prese l'aspetto attuale tra il 1938 e il 1959. Il Portico del XVI secolo è su quattro arcate in corrispondenza delle quattro navate interne. Sopra la porta centrale vi è un affresco raffigurante Cristo Benedicente tra due Angeli e risalente al XVI secolo. L'interno della chiesa è su due livelli: quello inferiore è in quattro navate, quello superiore è in un unico ambiente e vi si accede tramite due scalinate nelle navate esterne. All'interno della basilica sono degni di nota gli affreschi sulla destra della porta centrale risalenti al XVI secolo. Al termine della navata centrale si trova un altare e scendendo dei gradini la Cripta dove è chiuso il corpo del Santo sulla nuda roccia, ma in un sarcofago di marmo del 1733. Il campanile è la continuazione della quarta navata. Il convento annesso alla basilica era la foresteria dove i pellegrini potevano chiedere ospitalità durante il cammino.[7]
- Chiesa di Sant'Agostino: Originariamente dedicata a san Benedetto, questo luogo di culto era già esistente nel IX-X secolo e comprendeva un più ampio monastero che inglobava il Convento ora occupato dalle Suore del Preziosissimo Sangue e il cosiddetto "Mulino del Duca". Sulla facciata, che reca evidenti i segni di numerosi rifacimenti, spicca la lunetta affrescata nel XVI secolo. All'interno, a destra di chi entra, sono conservati gli affreschi di San Sebastiano, San Famiano e Sant'Antonio Abate (1520), della Maddalena e di San Rocco (secolo XVI). La Cappella dell'Annunziata, a destra dell'altare maggiore, reca sulle pareti affrescate da artisti della scuola di Antonio Del Massaro da Viterbo, detto il Pastura, le scene dell'Annunciazione, della Natività, dell'Adorazione dei magi e della Strage degli Innocenti. Al centro dell'altare maggiore si trova una tavola dipinta raffigurante la Madonna del buon Consiglio, mentre ai lati sono collocati i dipinti ad olio raffiguranti San Benedetto e Sant'Agostino. Danneggiata nel corso dell'ultimo conflitto mondiale, è ora curata dal Comitato dell'Immacolata Concezione.[8]
- Chiesa di San Lorenzo: Questa chiesa esisteva già nel XV secolo. Fu sede della Confraternita del S. Nome di Gesù, mentre attualmente viene officiata il Venerdì Santo e il 10 agosto, giorno della festa del Martire. Al suo interno si conservano alcuni dipinti del XVII secolo e una raccolta di oggetti legati alla liturgia del Venerdì Santo.[9]
- Chiesa di San Famiano a lungo: La chiesa fu eretta, probabilmente, poco dopo la morte del Santo a pochi chilometri dal paese, sul luogo del miracolo dell'acqua del 17 luglio 1150. Rimaneggiata nel Cinquecento, come testimonia il frammento dell'affresco del miracolo datato 1575, così viene descritta da Splendiano A. Pennazzi nel 1723 "…Entro al lato destro di essa nell'ingresso verso ponente si vede il Fonte, le di cui acque sempre si conservano senza crescere o diminuirsi quando si prende. Per maggiore commodità del popolo scavarono un piccolo pozzo continugo alla muraglia esteriore di quella Chiesuola per consurvi la sudetta acqua, ma poco vi durò, perché l'acqua da se ritornò dalla sua pristina scaturiggine, non mutando il suo luogo antico miracoloso..." Presentava in quel periodo una cancellata sul davanti. È stata ristrutturata, senza alterarne lo stile, nel 1981. La mattina del 17 luglio i gallesani, in processione, si portano alla chiesetta dove viene celebrata la Santa Messa in ricordo del primo miracolo operato a Gallese da San Famiano.[10]

### Architetture civili

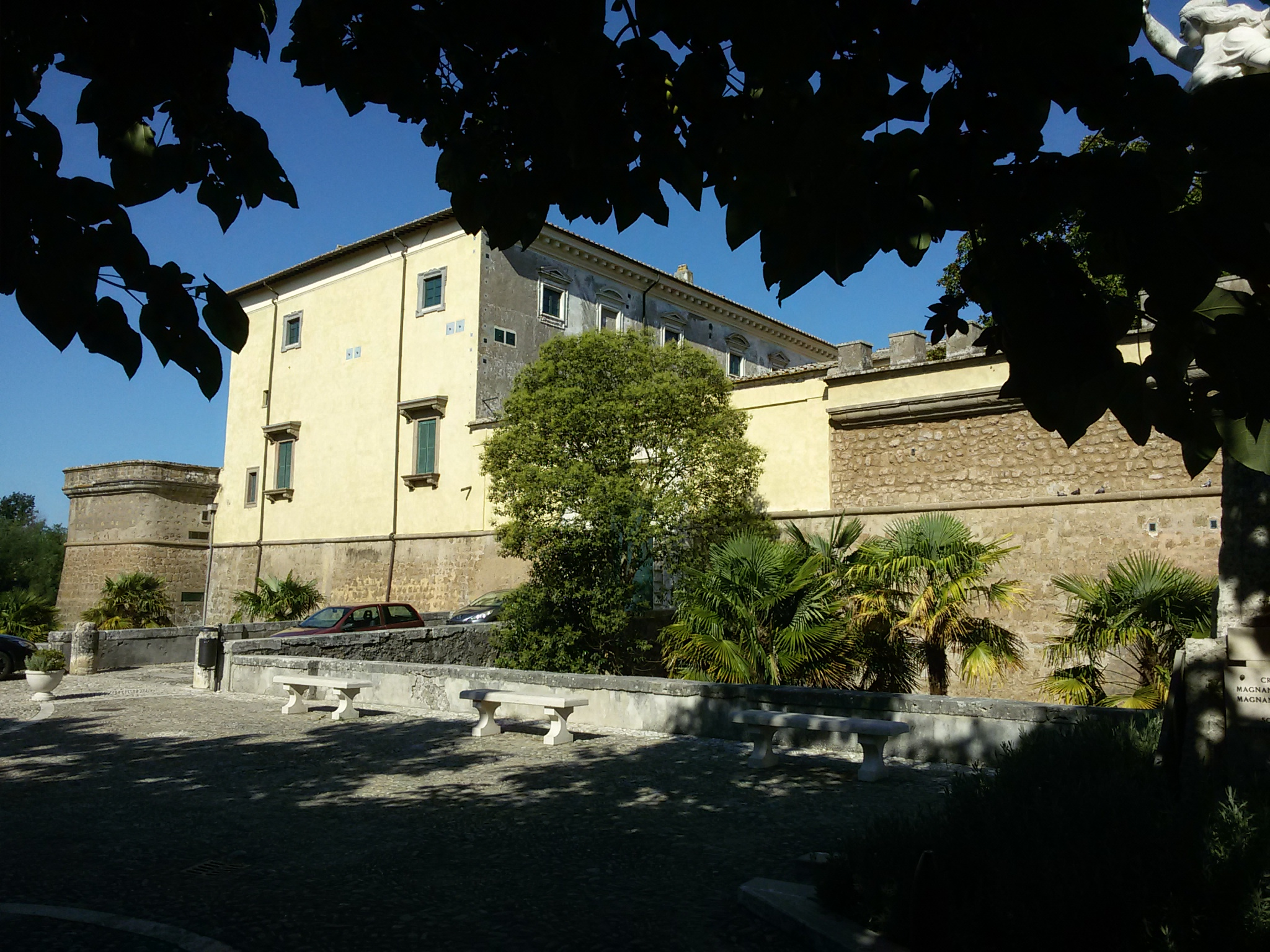
Il Palazzo ducale visto da Piazza Castello, conosciuta anche come Piazza della Rocca.

- Palazzo Ducale: al suo interno è caratteristica la scalinata e un ampio giardino, il progetto fu sostenuto dal Vignola.
- Monumento naturale Pian Sant'Angelo
- Erano visibili fino al XIX secolo i resti del Ponte Minucio detto "Pile di Augusto" sul tracciato della vecchia via Flamina che attraversava il fiume Tevere nel comune di Gallese in direzione del sito archeologico di Ocriculum nel comune di Otricoli.
- Antico Ponte e resti della via Flaminia sul Rio Fratta nei pressi della foce nel Tevere.
- Hosteria delle Rocchette di Gallese

## Società

### Evoluzione demografica
Abitanti censiti

## Economia
Di seguito la tabella storica elaborata dall'Istat a tema Unità locali, intesa come numero di imprese attive, ed addetti, intesi come numero addetti delle unità locali delle imprese attive (valori medi annui).
|         | 2015                  |                              |                            |                |                       |                     | 2014                  |                | 2013                  |                |
| ------- | --------------------- | ---------------------------- | -------------------------- | -------------- | --------------------- | ------------------- | --------------------- | -------------- | --------------------- | -------------- |
|         | Numero imprese attive | % Provinciale Imprese attive | % Regionale Imprese attive | Numero addetti | % Provinciale Addetti | % Regionale Addetti | Numero imprese attive | Numero addetti | Numero imprese attive | Numero addetti |
| Gallese | 147                   | 0,63%                        | 0,03%                      | 630            | 1,06%                 | 0,04%               | 155                   | 626            | 160                   | 644            |
| Viterbo | 23.371                |                              | 5,13%                      | 59.399         |                       | 3,86%               | 23.658                | 59.741         | 24.131                | 61.493         |
| Lazio   | 455.591               |                              |                            | 1.539.359      |                       |                     | 457.686               | 1.510.459      | 464.094               | 1.525.471      |

Nel 2015 le 147 imprese operanti nel territorio comunale, che rappresentavano lo 0,63% del totale provinciale (23.371 imprese attive), hanno occupato 630 addetti, l'1,06% del dato provinciale (59.399 addetti); in media, ogni impresa nel 2015 ha occupato quattro persone (4,29).

## Infrastrutture e trasporti

### Ferrovie
Nel comune di Gallese sono presenti due stazioni ferroviarie:
- Stazione di Gallese in Teverina lungo la FL1 Orte-Fiumicino Aeroporto;
- Stazione di Gallese-Bassanello lungo la ferrovia Civitavecchia-Capranica-Orte, chiusa al traffico dal 1994

### Strade
Gallese è collegata, tramite la Strada Provinciale 73 "San Luca", al limitrofo comune di Corchiano e, tramite la Strada Provinciale 34 "Gallesana", ai comuni di Vasanello, Vignanello e Vallerano. Per raggiungere il capoluogo di provincia Viterbo è possibile optare per due assetti viari principali: la Superstrada Orte-Viterbo con accesso dalla SP61 (in località Soriano nel Cimino) o realizzando un percorso verso la nuova circonvallazione della SP25 in località Centignano del comune di Vignanello.
Il comune di Orte è raggiungibile percorrendo la Strada Statale 315 da Gallese Scalo in direzione Orte.
L'accesso alla capitale è garantito dalla presenza di molteplici arterie stradali: è infatti possibile raggiungere Roma tramite la Strada statale 3 Via Flaminia seguendo la direzione Roma, immettendosi in Autostrada A1 dal vicino casello di Magliano Sabina (40' per raggiungere i quartieri di Roma Nord) oppure percorrendo la SS 331 da Civita Castellana fino a Nepi, immettendosi poi sulla Strada statale 2 Via Cassia (Cassia Bis "Veientana") in direzione Roma.

## Amministrazione
Nel 1927, a seguito del riordino delle circoscrizioni provinciali stabilito dal regio decreto n. 1 del 2 gennaio 1927, per volontà del governo fascista, quando venne istituita la provincia di Viterbo, Gallese passò dalla provincia di Roma a quella di Viterbo.

## Sport

### Calcio
- A.S.D. GALLESE UNITED (colori sociali: Giallo-Nero) società nata nel 2014, milita nel campionato di terza categoria.[13]

### Impianti sportivi
- Stadio Comunale Dino Nelli.
- Palestra comunale.
- Campo polivalente in sintetico.